# Padež (gmina Laško)
Padež – wieś w Słowenii, w gminie Laško. W 2018 roku liczyła 62 mieszkańców.